# Villavaquerín
Villavaquerín ist ein Ort und eine Gemeinde mit nur noch 145 Einwohnern (Stand: 2024) im Osten der Provinz Valladolid in der Region Kastilien-León in Spanien. 

## Lage
Villavaquerín liegt in der Iberischen Meseta am Río Esgueva gut 22 Kilometer (Fahrtstrecke) östlich vom Stadtzentrum von Valladolid in einer Höhe von ca. 770 m. Ein Weiterbau der Autovía A-11 ist durch die Gemeinde geplant. Das Klima im Winter ist kalt, im Sommer dagegen warm bis heiß; der spärliche Regen (ca. 509 mm/Jahr) fällt übers Jahr verteilt.

## Bevölkerungsentwicklung
| Jahr      | 1970 | 1981 | 1991 | 2001 | 2011 | 2021 |
| --------- | ---- | ---- | ---- | ---- | ---- | ---- |
| Einwohner | 454  | 241  | 221  | 215  | 199  | 162  |

## Sehenswürdigkeiten

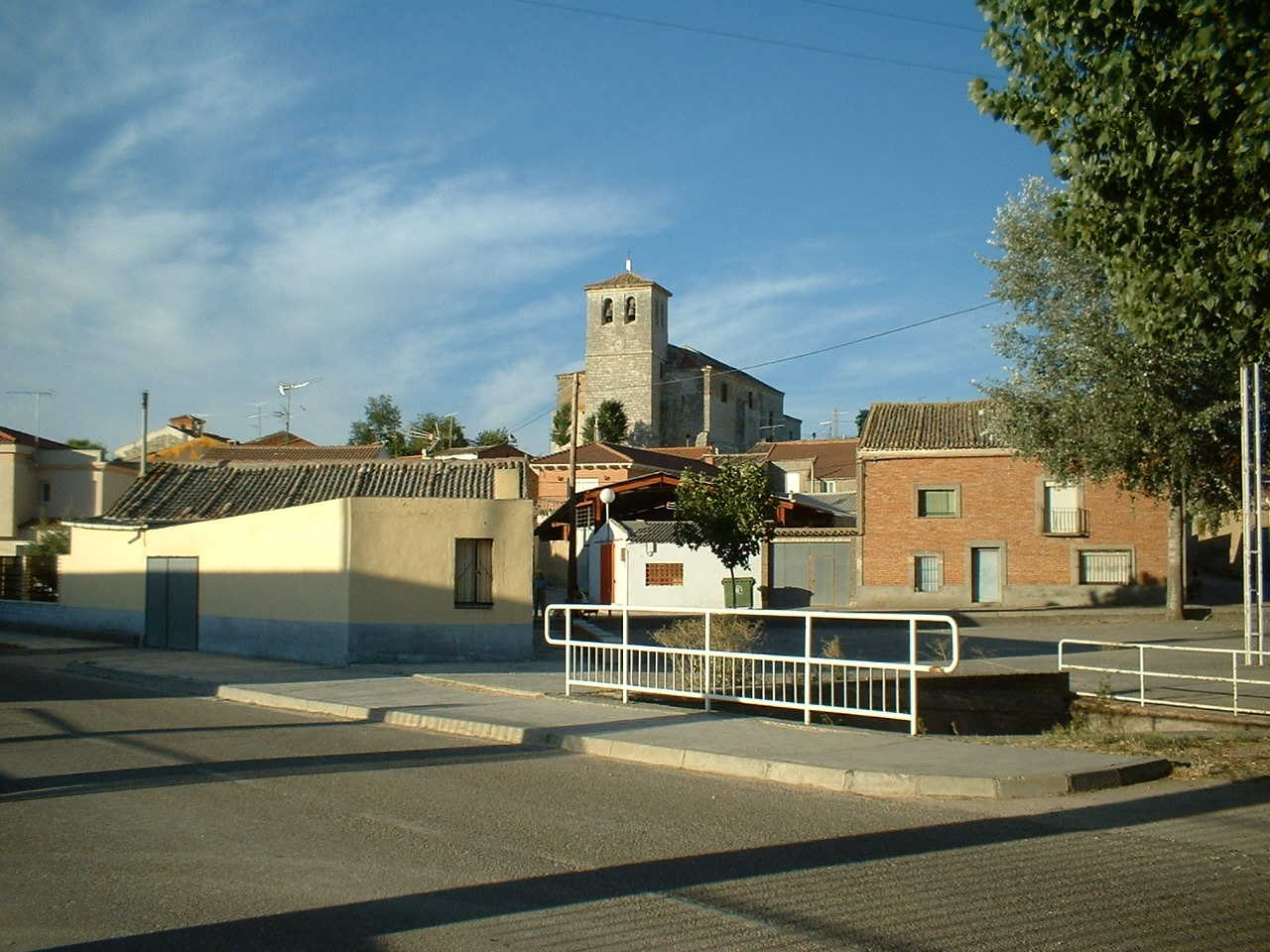
Cäcilienkirche
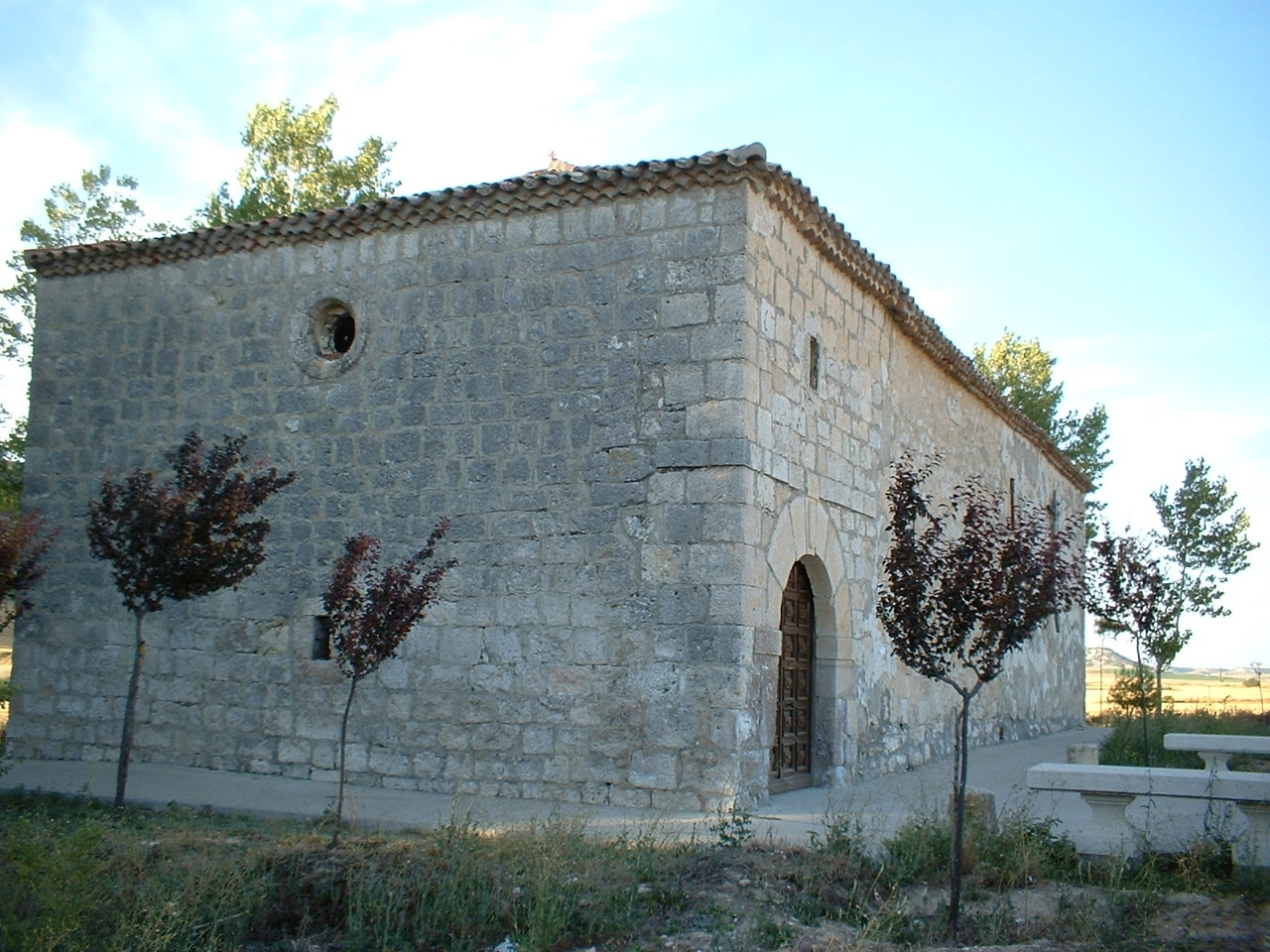
Marienkapelle

- Cäcilienkirche
- Marienkapelle